# Joseph Schwartz (Ingenieur)
Joseph Schwartz (* 2. November 1957) ist ein Schweizer Bauingenieur und emeritierter Universitätsprofessor.

## Werdegang
Joseph Schwartz studierte bis 1981 Bauingenieurwesen an der ETH Zürich. Schwartz lehrte an der ETH Zürich bei Bruno Thürlimann und Peter Marti, der Fachhochschule Zentralschweiz und zwischen 2008 und 2023 als Professor an der ETH Zürich. 1989 promovierte er mit einer Arbeit über die Bemessung von Mauerwerkswänden und Stahlbetonstützen unter Normalkraft, die mit der Silbermedaille der ETH ausgezeichnet wurde. Von 1991 bis 2001 war er Mitinhaber eines Ingenieurbüros in Zug, und seit 2002 führt er ein eigenes Ingenieurbüro.

## Bauten

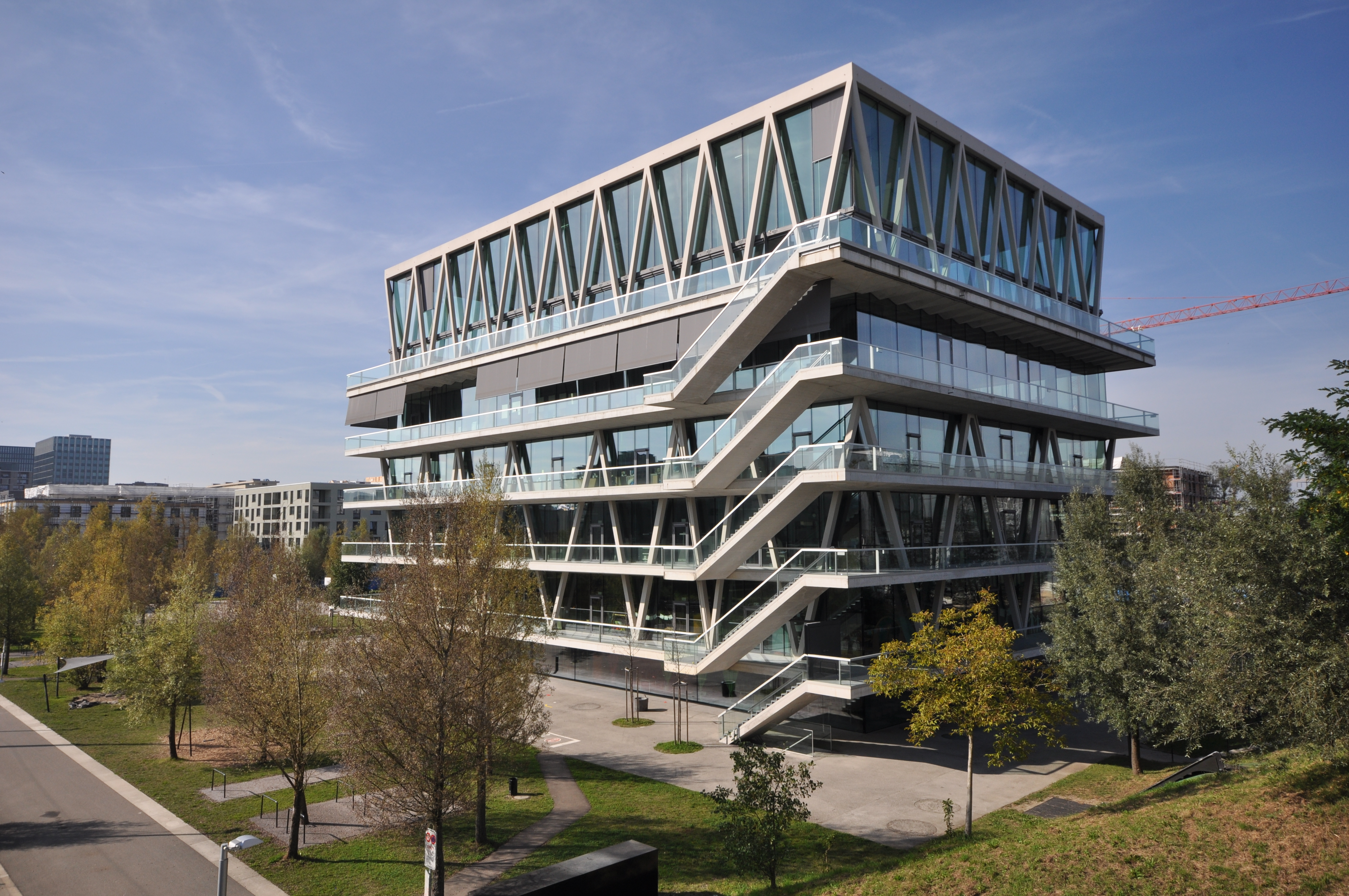
Schulhaus Leutschenbach

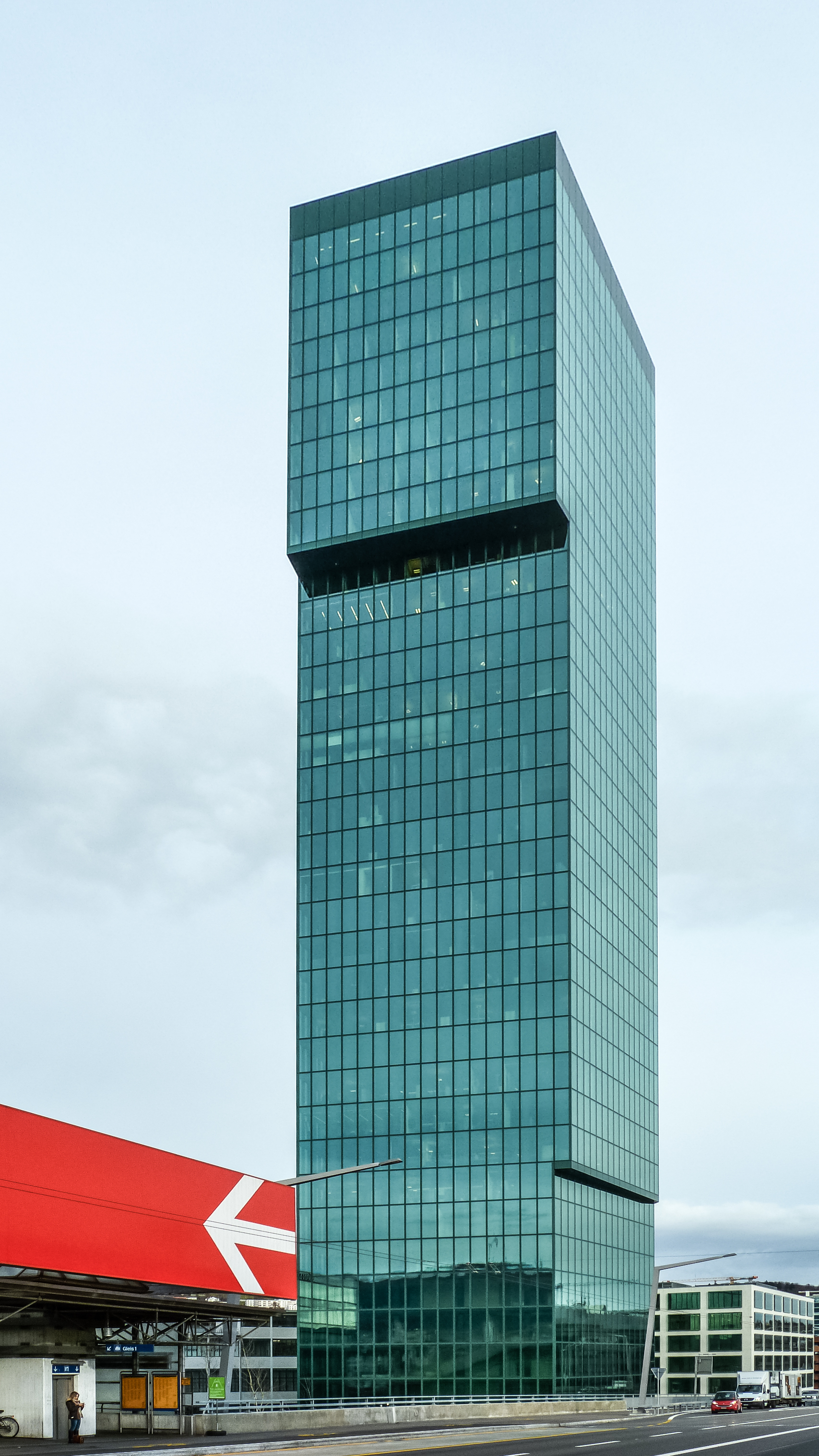
Prime Tower, Zürich

- 1997–2000: Kunstmuseum Liechtenstein, Vaduz (Architekt: Christian Kerez und Morger & Degelo)[2]
- 1999–2003: Mehrfamilienhaus Forsterstrasse, Zürich (Architekt: Christian Kerez)
- 2002–2008: Nationalparkhaus, Zernez (Architekt: Valerio Olgiati)
- 2002–2009: Schulhaus Leutschenbach, Zürich (Architekt: Christian Kerez und Landschaftsarchitekt Maurus Schifferli)[3]
- 2008–2010: Prime Tower, Bürohochhaus mit Annexbauten Cubus und Diagonal, Zürich (Architekt: Gigon Guyer)
- 2009–2010: Erweiterung Kongresshaus, Davos (Architekt: Heinrich Degelo)
- 2008–2011: Panoramagalerie Pilatus Kulm (Architekt: Graber & Steiger)
- 2009–2014: Haus mit fehlender Säule, Zürich (Architekt: Christian Kerez)
- 2004–2007: Haus mit einer Wand, Zürich (Architekt: Christian Kerez)[4]
- 2012–2014: Hilti-Innovatioszentrum, Schaan (Architekt: Giuliani Hönger)
- 2013–2014: Erweiterung Thun-Panorama (Architekt: Graber & Steiger)
- 2014: Haus, Val Bregaglia (Architekt: Hans-Jörg Ruch)
- 2010–2015: Hilti Art Foundation, Liechtenstein (Architekt: Morger Dettli)
- 2012–2015: Mehrfamilienhaus, Nidau (Architekt: Jan Kinsbergen)
- 2014–2015: Forschungsgebäude und Gästehaus NEST (Architekt: Gramazio & Kohler)
- 2015–2016: Haus Flora, Seelisberg (Architekt: Jan Kinsbergen)
- 2021: Bahrain Pavilion Expo 2020, Dubai, (Architekt: Christian Kerez)

## Auszeichnungen und Preise
- 2002: Balthasar-Neumann-Preis für Kunstmuseum Liechtenstein, Vaduz[5]
- 2005: Architekturpreis Beton für Mehrfamilienhaus Forsterstrasse, Zürich
- 2005: Auszeichnung für gute Bauten in der Stadt Zürich 2002–2005 für Mehrfamilienhaus Forsterstrasse, Zürich[6]
- 2008: Hase in Gold für Nationalparkhaus, Zernez[7]
- 2009: Hase in Gold für Schulhaus Leutschenbach, Zürich
- 2009: Architekturpreis Beton für Nationalparkhaus, Zernez
- 2009: Prix Acier für Schulhaus Leutschenbach, Zürich
- 2016: Auszeichnung für gute Bauten in der Stadt Zürich für Prime Tower, Zürich
- 2016: Balthasar-Neumann-Preis für Hilti-Innovationszentrum, Schaan
- 2016: Prix Acier für Hilti-Innovationszentrum, Schaan

## Bücher
- Bemessung von Betontragwerken mit Spannungsfeldern. Birkhäuser, Basel 1996.
- Mauerwerk: Bemessung und Konstruktion: Grundlagen der Konstruktion und Bemessung. Birkhäuser, Basel 1998.
- Mario Rinke (Hrsg.): Der entwerfende Ingenieur. Zum 60. Geburtstag von Joseph Schwartz. Jovis, Berlin 2017.

## Ehemalige Assistenten
- 2012–2018: Pierluigi D’Acunto

## Vorträge
- 2025: Tragwerksentwurf in Ausbildung und Praxis auf YouTube.
- 2019: Konstruktion. Der gespaltene Baumeister auf YouTube.